# Gerardo Curcio
Gerardo Curcio, detto Sciarpa (Polla, 9 febbraio 1762 – Napoli, 25 dicembre 1825), è stato un guerrigliero e militare italiano.
Personaggio fortemente contraddittorio, è ricordato per aver partecipato attivamente, cambiando spesso appartenenza politica a seconda dell'opportunità del momento, alle lotte tra il movimento sanfedista e la corrente filo-giacobina che tra la fine del Settecento e gli inizi dell'Ottocento interessarono il Meridione italiano.

## Biografia
Non si hanno molte notizie sulla sua giovinezza, ma è certo che fin da ragazzo ebbe una terribile reputazione per il suo carattere intransigente e violento al quale va ricollegato il soprannome di Sciarpa. In particolare del periodo della sua giovinezza si riporta che assassinò il seduttore di sua sorella per il quale fu arrestato e condotto in  carcere, ma in seguito fu liberato dalle autorità borboniche a patto che eseguisse un omicidio nelle Puglie.
In seguito intraprese la carriera militare al servizio delle autorità borboniche diventando in poco tempo Caporale della Regia Udienza di Salerno.
Allo scoppio della Rivoluzione filo-giacobina, che porterà alla nascita della Repubblica Napoletana, Curcio inizialmente appoggiò apertamente il movimento rivoluzionario ed infatti, a capo della truppa civica, appena costituita in Polla, contribuì a piantarvi l'albero della libertà.
Ma quasi subito Curcio passò dalla parte dei sanfedisti controrivoluzionari, accettando di mettersi al servizio del Vescovo di Policastro, mons. Ludovici, e a quello di Capaccio, mons. Torrusio, a cui il cardinale Fabrizio Ruffo si era rivolto per avere l'aiuto necessario per imporre la restaurazione del salernitano nell'interesse del re  Ferdinando IV di Borbone
Pertanto Curcio fu coinvolto nel progetto di contrasto che i sanfedisti eseguirono contro la neonata Repubblica Napoletana, ed ebbe il compito di reclutare degli uomini nel Vallo di Diano per contrastare l'avanzata delle truppe filo-giacobine che da Napoli, nel corso del 1799, si mossero verso le province nel tentativo di reprimere i movimenti filo-borbonici.
Curcio, con l'aiuto della nobile famiglia Carrano di Diano che lo finanziò, reclutò un esercito di soldati sbandati vestiti con abiti paesani e mal armati, contraddistinti da una coccarda rossa, emblema borboniano, col quale, nel corso del 1799, organizzò efficacemente la reazione sanfedista contro le truppe rivoluzionarie nel Vallo di Diano, nel Cilento e nella Basilicata.
Tra i tanti episodi che videro Curcio protagonista della controrivoluzione, in particolare si ricorda che, il 25 febbraio 1799, abbatté l'albero della libertà che pure aveva contribuito ad innalzare nella piazza principale di Polla.
Ma Curcio viene ricordato soprattutto per le sue doti di capo militare che vennero messe in mostra soprattutto durante la battaglia di Castelluccia. Infatti, tra le colonne armate inviate da Napoli per sedare la controrivoluzione nelle provincie, di significativa importanza furono le forze giacobbine guidate dal generale Giuseppe Schifani, che dopo aver attraversato la pianura salernitana ed essere penetrate nel territorio dei Monti Alburni ed aver espugnato la borbonica Roccadaspide proseguirono verso l'interno, ma vennero sconfitte e fermate nei pressi di Castelluccia dai borbonici guidati da Gerardo Curcio di Polla detto Sciarpa.  
Dopo tale vittoria Curcio, con i suoi uomini, marciò trionfalmente su Vietri di Potenza, Tito, Picerno, prima di entrare nella città di Potenza, garantendo così una preziosa copertura all'armata sanfedista in marcia verso Napoli attraverso la Puglia.
Successivamente, nell'aprile del 1799, in seguito alle sconfitte subite dalle truppe francesi in Italia settentrionale a opera degli Austro-Russi (mentre Napoleone era bloccato in Egitto dalla distruzione della sua flotta), i francesi sono costretti a ritirare le proprie truppe sparse nelle province e quindi a lasciare la Repubblica Napoletana al suo destino che la vedrà soccombere, in poche settimane, alle truppe fedeli al re  Ferdinando IV di Borbone guidate da Sud dal Cardinale Fabrizio Ruffo.
In seguito a questi sanguinosi eventi e grazie ai servigi resi alla causa borbonica, il Curcio, che nei combattimenti aveva riportato una ferita al femore, ottenne dal re  Ferdinando IV di Borbone il grado di colonnello il 4 agosto 1799, mentre, il 24 maggio del 1800, sempre il re di Napoli, gli attribuì il titolo di barone sulla tenuta di Campigliano, gli concesse il sigillo baronale e lo fregiò di uno stemma sormontato dalla corona reale.
Ma nel 1806, col ritorno dei francesi nel Mezzogiorno e la nuova disfatta dei Borboni, Curcio vide compromessa la privilegiata posizione sociale che aveva ottenuto al servizio del movimento sanfedista. Infatti fu arrestato, imprigionato a Castel Sant'Elmo in Napoli e privato dei gradi militari.
Pertanto, Curcio cambiò nuovamente bandiera, compiendo pubblico atto di adesione al nuovo regime e al nuovo re Giuseppe Bonaparte. Le autorità francesi, superate le prime perplessità sulla sincerità del suo mutato orientamento politico, lo nominarono capitano comandante della compagnia franca del corpo delle Guide della divisione militare di Terra di Lavoro, che diventerà poi il battaglione dei Cacciatori di montagna di Principato Citra, addetto a combattere il brigantaggio e ad assicurare la sicurezza della strada regia dal valico dello Scorzo alla Certosa di Padula. Con il suo battaglione, su disposizione di Gioacchino Murat, fu in seguito destinato a combattere fuori dal regno, partecipando alla repressione della guerriglia antifrancese sul Tirolo, quindi nel 1812 abbandonò il servizio attivo e passò alla riserva.
Il 25 dicembre 1825, Curcio muore a Napoli in una locanda dove abitava da quattro mesi.